# Melker Axel Falkenberg
Melker Axel Falkenberg af Bålby, född 12 december 1774, död 21 februari 1828, var en svensk militär och hovman.

## Biografi
Melker Axel Falkenberg af Bålby föddes 1774. Han var son till riksrådet, greven Melker Falkenberg af Bålby och friherrinnan Hedvig Eleonora Wachtmeister af Björkö. Falkenberg blev auskultant i Svea hovrätt och 1791 extra ordinarie kanslist i justitierevisionsexpeditionen. Han blev i november 1795 kavaljer hos prinsessan Sofia Albertina och 1809 ledamot av Stockholms stads brandförsäkringskontors överstyrelse. Faleknberg blev 1817 kammarherre hos prinsessan Sofia Albertina. Han avled 1828.

### Egendom
Falkenberg ägde faderns fastigheter i Stockholm.

### Familj
Falkenberg gifte sig 7 maj 1807 i Stockholm med grevinnan Margareta Gyllenborg (1781–1844), dotter till presidenten, greve Carl Johan Gyllenborg och Margareta af Sandeberg.